# Метт Цетлінскі
Метт Цетлінскі (англ. Matt Cetlinski, 4 жовтня 1964) — американський плавець.
Олімпійський чемпіон 1988 року.
Переможець Пантихоокеанського чемпіонату з плавання 1987 року.
Призер Панамериканських ігор 1983 року.